# Mimusops petiolaris
Espèce
Classification phylogénétique
Mimusops petiolaris est une espèce de plantes à fleurs de la famille des Sapotaceae. C'est un arbre endémique de l'île Maurice.
À l'île Maurice, on le nomme macaque ou makak ou bois makak,  de manière indifférenciée avec Mimusops balata.

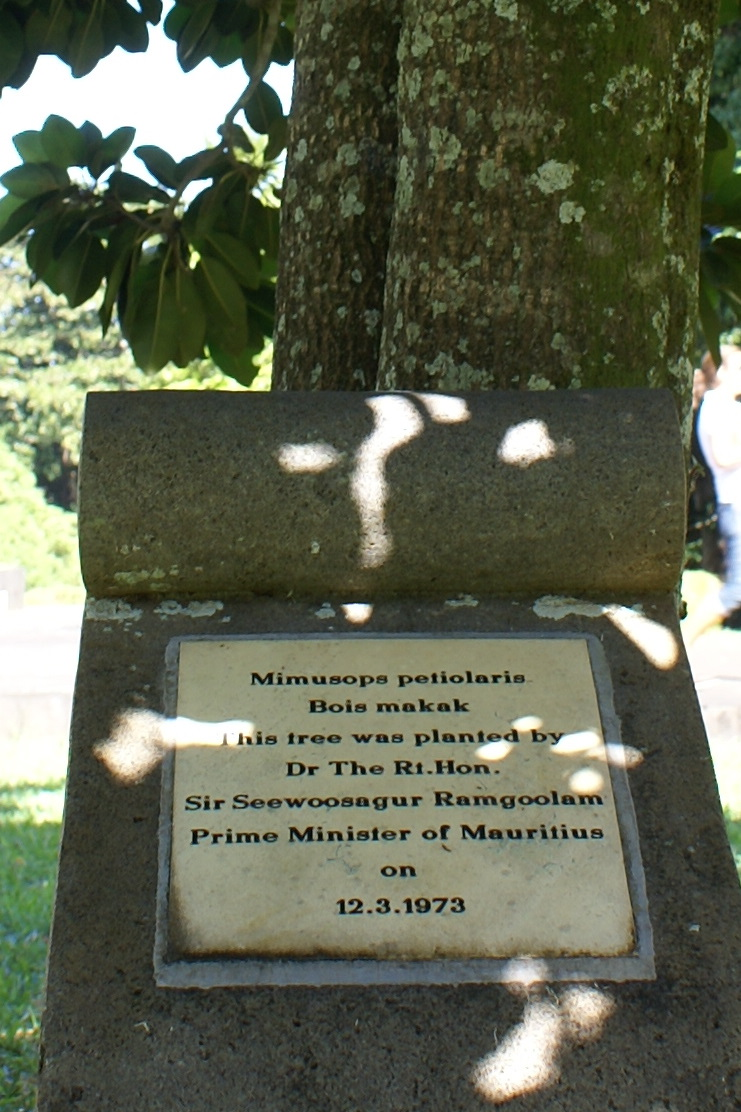
Stèle commémorant la plantation d'un bois macaque au jardin de Pamplemousses par Sir Seewoosagur Ramgoolam.